# Lymantria epelytes
Lymantria epelytes är en fjärilsart som beskrevs av Collenette 1936. Lymantria epelytes ingår i släktet Lymantria och familjen tofsspinnare. Inga underarter finns listade i Catalogue of Life.